# Conde de Derby
Conde de Derby (/ˈdɑːrbi/ DAR-bee) é um título criado no Pariato da Inglaterra . Foi criado pela primeira vez em 1139 para Robert de Ferrers. Continuou com a família Ferrers até que o 6.º Conde perdeu sua propriedade no final do reinado de Henrique III e morreu em 1279. A maior parte da propriedade dos Ferrers e (por uma criação em 1337) o título de Derby eram então detidos pela família de Henrique III. O título foi incorporado à Coroa após a ascensão de Henrique IV ao trono em 1399.
O título foi criado novamente para a família Stanley, em 1485. Os títulos subsidiários de Derby são Barão Stanley de Bickerstaffe no Condado Palatino de Lancaster (criado em 1832) e Barão Stanley de Preston no Condado Palatino de Lancaster (1886). O título de cortesia do herdeiro aparente é Lorde Stanley. O 1.º ao 5.º Conde também detinha uma Baronia de Stanley, criada para o pai do 1.º Conde em 1456 e atualmente inativa; o 2.º ao 5.º Conde detinha a Baronia de Strange, criada em 1299, atualmente detida pelos Viscondes de St Davids; e o 7.º ao 9.º Condes detinha outra Baronia de Strange, criada por engano em 1628 e atualmente detida independentemente de outros nobres.

## Condes de Derby, primeira criação (1138)
- Robert de Ferrers, 1.º Conde de Derby (morreu 1139)
- Robert de Ferrers, 2.º Conde de Derby (morreu 1162)
- William de Ferrers, 3.º Conde de Derby (morreu 1190)
- William de Ferrers, 4.º Conde de Derby (morreu 1247)
- William de Ferrers, 5.º Conde de Derby (morreu 1254)
- Robert de Ferrers, 6.º Conde de Derby (1239–1266)
- Edmund "Crouchback", Conde de Derby (1266–1296)

## Condes de Derby, segunda criação (1337)
- Henrique de Grosmont, 1.º Conde de Derby (morreu em 1361); também Duque de Lancaster (1351) e Conde de Leicester (1345)
- John de Gaunt, 2.º conde de Derby (1340–1399)
- Henry de Bolingbroke, 3.º conde de Derby (1367–1413; tornou-se rei Henrique IV em 1399)

## Barões Stanley (1456)
- Thomas Stanley, 1.º Barão Stanley (1405–1459)
- Thomas Stanley, 2.º Barão Stanley ( c. 1435 – 1504; criado Conde de Derby em 1485)

## Condes de Derby, terceira criação (1485)

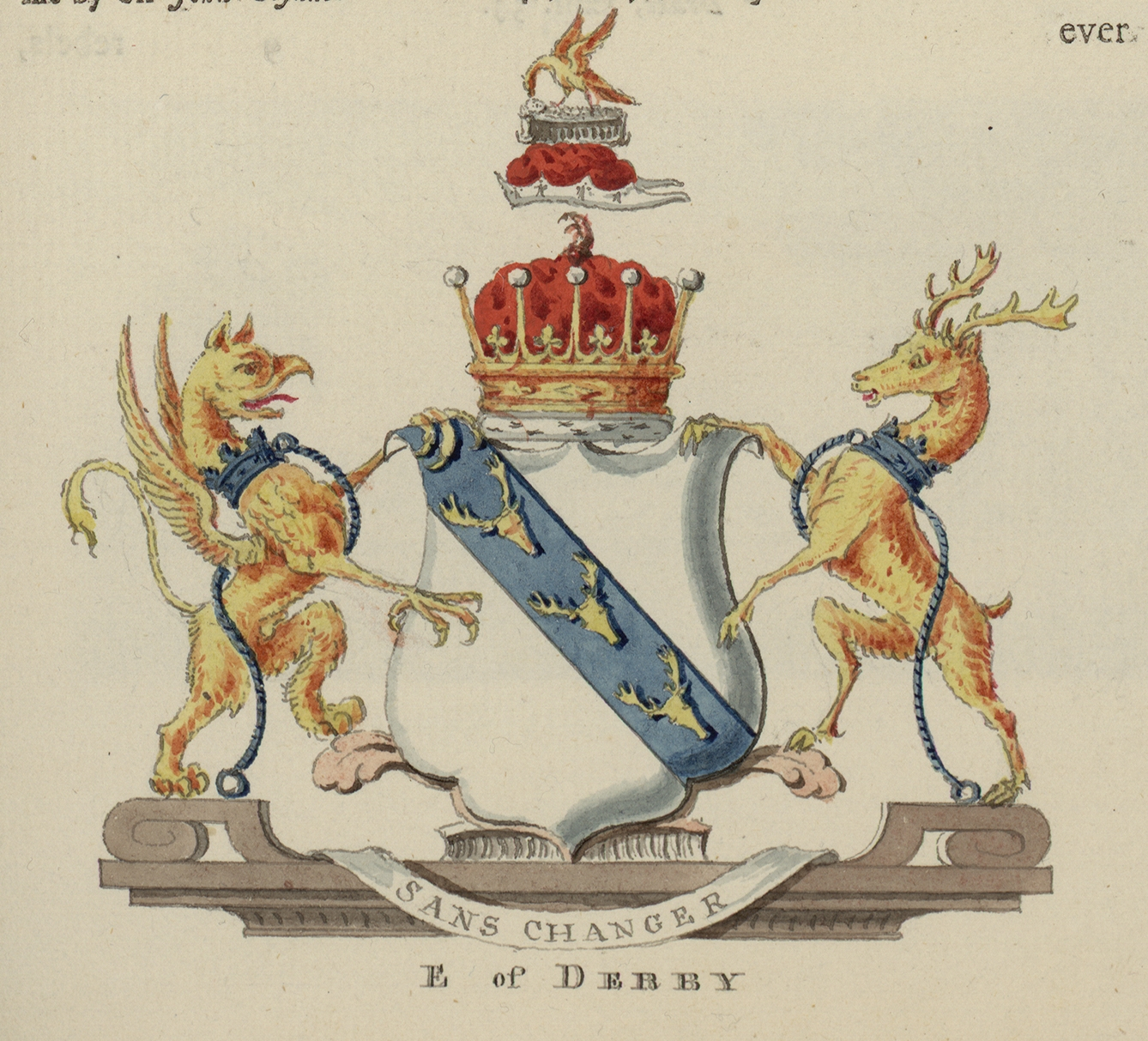
Conquista heráldica dos Condes de Derby da Família Stanley, 1781

- Thomas Stanley, 1.º Conde de Derby ( c. 1435 –1504)
- Thomas Stanley, 2.º Conde de Derby (1477–1521)
- Edward Stanley, 3.º Conde de Derby ( c. 1508 – 1572)
- Henry Stanley, 4.º Conde de Derby (1531–1593)
- Ferdinando Stanley, 5.º Conde de Derby (1559–1594)
- William Stanley, 6.º Conde de Derby (antes de 1584–1642)
- James Stanley, 7.º Conde de Derby (1607–1651)
- Charles Stanley, 8.º Conde de Derby (1628–1672)
- William Richard George Stanley, 9.º Conde de Derby (1655–1702)
- James Stanley, 10.º conde de Derby (1664–1736)
- Edward Stanley, 11.º Conde de Derby (1689–1776)
- Edward Smith-Stanley, 12.º Conde de Derby (1752–1834)
- Edward Smith-Stanley, 13.º Conde de Derby (1775–1851)
- Edward Geoffrey Smith-Stanley, 14.º Conde de Derby (1799–1869)
- Edward Henry Stanley, 15.º Conde de Derby (1826–1893)
- Frederick Arthur Stanley, 16.º Conde de Derby (1841–1908)
- Edward George Villiers Stanley, 17.º Conde de Derby (1865–1948)
- Edward John Stanley, 18.º Conde de Derby (1918–1994)
- Edward Richard William Stanley, 19.º Conde de Derby (nascido em 1962)

O herdeiro aparente é o primogênito do actual titular, Edward John Robin Stanley, Barão (Lorde) Stanley (nascido em 1998).

## Árvore Genealógica
- Thomas Stanley, 1.º Conde de Derby ( c. 1435 –1504)
  - George Stanley, 9º Barão Strange (1460-1503)
    -  Thomas Stanley, 2.º Conde de Derby (1477–1521)
      -  Edward Stanley, 3.º Conde de Derby ( c. 1508 – 1572)
        -  Henry Stanley, 4.º Conde de Derby (1531–1593)
          -  Ferdinando Stanley, 5.º Conde de Derby (1559–1594)
          -  William Stanley, 6.º Conde de Derby (antes de 1584–1642)
            -  James Stanley, 7.º Conde de Derby (1607–1651)
              -  Charles Stanley, 8.º Conde de Derby (1628–1672)
                -  William Richard George Stanley, 9.º Conde de Derby (1655–1702)
                -  James Stanley, 10.º conde de Derby (1664–1736)

    - James (1486-1562)
      - Henrique (1515-1598)
        - Eduardo (?-1640)
          - Thomas (1616-1653)
            - Eduardo (1643-1671)
              - Thomas Stanley, 4º Baronete (1670-1714)
                -  Edward Stanley, 11.º Conde de Derby (1689–1776)
                  - James Smith-Stanley, Lord Strange (1716–1771)
                    -  Edward Smith-Stanley, 12.º Conde de Derby (1752–1834)
                      -  Edward Smith-Stanley, 13.º Conde de Derby (1775–1851)
                        -  Edward Geoffrey Smith-Stanley, 14.º Conde de Derby (1799–1869)
                          -  Edward Henry Stanley, 15.º Conde de Derby (1826–1893)
                          -  Frederick Arthur Stanley, 16.º Conde de Derby (1841–1908)
                            -  Edward George Villiers Stanley, 17.º Conde de Derby (1865–1948)
                              - Edward Montagu Cavendish Stanley, Lord Stanley (1894-1938)
                                -  Edward John Stanley, 18.º Conde de Derby (1918–1994)
                                - Hugh (1926-1971)
                                  -  Edward Richard William Stanley, 19.º Conde de Derby (n. 1962)
                                    - Edward John Robin Stanley, Barão (Lorde) Stanley (n. 1998).

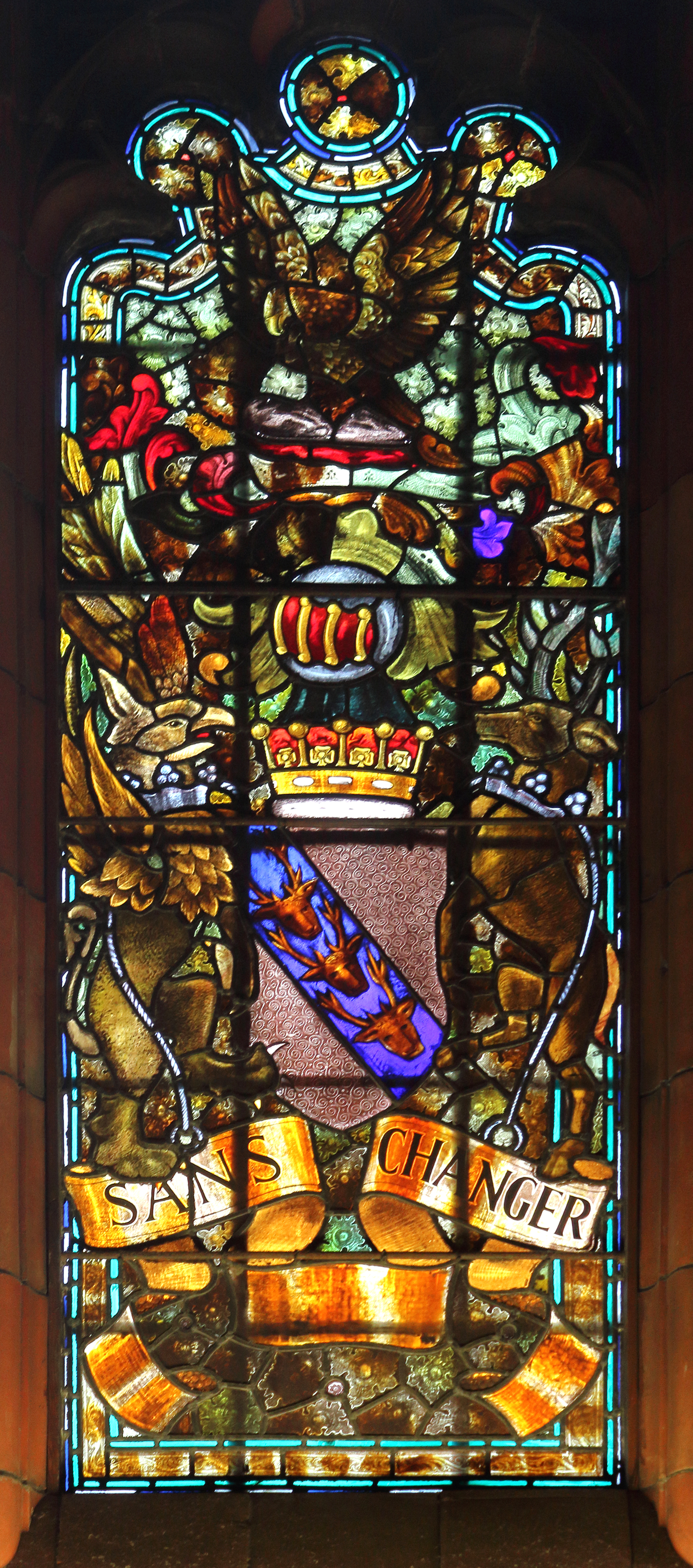
Brasão de armas do Conde de Derby no Edifício Victoria, Universidade de Liverpool